# Le Plan-de-la-Tour
Le Plan-de-la-Tour – miejscowość i gmina we Francji, w regionie Prowansja-Alpy-Lazurowe Wybrzeże, w departamencie Var.
Według danych na rok 1990 gminę zamieszkiwało 1991 osób, a gęstość zaludnienia wynosiła 54 osoby/km² (wśród 963 gmin regionu Prowansja-Alpy-W. Lazurowe Plan-de-la-Tour plasuje się na 272. miejscu pod względem liczby ludności, natomiast pod względem powierzchni na miejscu 250.).
Na miejscowym cmentarzu został pochowany Józef Mondschein (1883-1961), polski pisarz i publicysta, związany z ruchem socjalistycznym.